# BACnet
BACnet은 ASHRAE, ANSI 및 ISO 16484-5 표준 프로토콜을 사용하는 BAC(빌딩 자동화 및 제어) 네트워크용 통신 프로토콜이다.
BACnet은 난방, 환기 및 공조 제어(HVAC), 조명 제어, 접근 제어, 화재 감지 시스템 및 관련 장비와 같은 애플리케이션을 위한 건물 자동화 및 제어 시스템의 통신을 허용하도록 설계되었다. BACnet 프로토콜은 수행하는 특정 건물 서비스에 관계없이 컴퓨터화된 건물 자동화 장치가 정보를 교환할 수 있는 메커니즘을 제공한다.

## 같이 보기
- 론웍스
- 모드버스